# كيم ماجنوسون
كيم ماجنوسون (بالدنماركية: Kim Magnusson)‏ هو منتج أفلام دنماركي، ولد في 29 سبتمبر 1965 في Charlottenlund ‏ في الدنمارك.

## وصلات خارجية
- كيم ماجنوسون على موقع IMDb (الإنجليزية)
- كيم ماجنوسون على موقع ألو سيني (الفرنسية)
- كيم ماجنوسون على موقع أول موفي (الإنجليزية)
- كيم ماجنوسون على موقع قاعدة بيانات الأفلام السويدية (السويدية)
- كيم ماجنوسون على موقع قاعدة بيانات الفيلم (الإنجليزية)
- كيم ماجنوسون على موقع كينوبويسك (الروسية)